# 戴镜元
戴镜元（1919年—2008年4月3日）福建省永定县人，中国共产党及中国人民解放军官员，中国共产党领导的军队中技侦情报工作的创始人之一及早期领导人。

## 生平

### 第一次国共内战
戴镜元生于民国八年（1919年），是永定县岐岭乡竹联村人。民国十七年（1928年）5月，加入中国共青团。同年，参加永定农民暴动，并历任乡儿童团团长、区儿童团团长、共青团金丰区委书记。民国十八年（1929年）5月，红四军第二次入闽时，转为中国共产党党员。任共青团永定县委书记。民国二十年（1931年）12月，调任共青团龙岩县委书记。民国二十一年（1932年）春，调任共青团连城县委书记。民国二十二年（1933年）春，参加中国工农红军。1933年3月，戴镜元到中革军委二局工作，从此成为中国共产党领导的军队的技侦情报工作的创始人之一。民国二十三年（1934年）10月，在中革军委电台当译电员的戴镜元随部队参加长征。当时，中革军委代号“红星纵队”，电台代号“第四分队”，分队队长是曾希圣，副队长是钱壮飞，党支部书记是戴镜元。在长征中，电台担负通信联络以及侦听敌方情报的任务，受到中共中央的关注。在中革军委二局，戴镜元历任中革军委二局党支部书记、研究员、参谋、股长。
民国二十五年（1936年）2月，依照中共中央决定，戴镜元随同李克农（中共代表团团长）、钱之光到洛川和东北军张学良、王以哲会谈。同年4月，随周恩来、李克农在延安和张学良再度会谈，仍然负责机要工作。这两次会谈为日后第二次国共合作的实现、抗日民族统一战线的建立奠定了基础。

### 抗日战争
抗日战争时期，戴镜元历任中央军委二局副科长、科长、处长、系主任、第一副局长、代局长，二局党总支书记。参加了平型关战斗等战役战斗的情报保障任务。民国三十四年（1945年）春，出席中共七大。
抗日战争全面爆发后，遵照中共中央、中央军委的指示，中央军委二局自1938年夏开始破译国外密电。该局先后自外训班调来一批人，在戴镜元领导下，经一年多努力，在1939年7月1日首次将破译所获成果报告中共中央、中央军委、总参谋部。1939年7月7日，中共中央、中央军委联名向戴镜元等人发来一封嘉奖信，并特派参谋长滕代远前来慰勉。这是中共中央、中央军委第一次联名写信嘉奖一个工作单位。在奖给戴镜元的大日记本上，有毛泽东1939年7月9日的题词：“步步前进，就步步胜利！”
1939年夏，戴镜元等人破译了日军一套密电码，从而使中央军委得以掌握日军情报。同年11月7日，晋察冀军区第一分区杨成武所部在黄土岭战斗中击毙阿部规秀。战斗结束后，杨成武把缴获的阿部规秀的军大衣从前方送至延安，毛泽东和中央军委决定将其奖给戴镜元。
1939年秋，毛泽东坐车自延安到真武洞参加中共中央西北局的一个会议。途经中央军委二局驻地时，因汽车陷入河中，毛泽东决定在中央军委二局驻地过夜。当晚毛泽东与戴镜元谈话。次日上午，毛泽东看望了中央军委二局全体同志。

### 第二次国共内战
第二次国共内战时期，戴镜元任中央军委二局代局长、局长兼政治委员、二局党委书记，中央后方委员会委员。参加了中原突围、进军大别山、辽沈战役、淮海战役、平津战役、渡江战役、进军西南等战役战斗的情报保障任务。
1945年冬，东北民主联军发起本溪保卫战。本溪战役结束后，戴镜元将对此次战役的意见写成《本溪战役之管见》，汇报给毛泽东，他认为未集中优势兵力全歼敌人是个教训。毛泽东在报告第一页批示：“很有见地。”
1946年6月，中国国民党军队围攻中国共产党方面的中原军区，全面内战爆发。当时，中原军区部队按照中共中央指示实施中原突围。1946年7月3日，中央军委二局代局长、党总支书记戴镜元致信毛泽东，汇报了中原突围前后的敌军动态以及该局的工作。1946年7月5日，毛泽东亲自复信嘉勉。
1947年9月，在毛泽东关怀下，周恩来、任弼时召集机要、通信、情报工作负责人到陕北佳县神泉堡汇报并研究工作。1947年12月中旬，戴镜元准备回晋绥地区临县三交镇驻地时，毛泽东、周恩来特来看望。
1949年初，中共中央准备在西柏坡举行中共七届二中全会。此时，戴镜元等人也在开工作会议。1949年2月28日，毛泽东、周恩来等领导来看望大家。
1949年4月，戴镜元出席中国新民主主义青年团第一次全国代表大会，当选为中国新民主主义青年团中央委员。同年9月，作为候补代表出席中国人民政治协商会议第一届全体会议。

### 共和国时期
中华人民共和国成立后，戴镜元历任中央军委总情报部副部长、中央军委技术部部长、中共中央机要局副局长。
1950年春，戴镜元所在单位召开工作会议。会前，戴镜元向毛泽东、周恩来、朱德进行了综合报告。毛泽东批示：“已阅，很好。应予奖励。”工作会议召开前两天，毛泽东要戴镜元来中南海参加一个晚会，中间休息时，戴镜元向毛泽东汇报了会议准备情况，并请毛泽东接见与会人员。1950年4月9日，毛泽东接见了参加工作会议的人员。1950年12月29日，毛泽东又给戴镜元等人题词：“你们的工作很有成绩，配合了正义战争的胜利。希望你们继续努力，为争取完全的胜利而奋斗。”
在营房建设中，戴镜元擅自挪用了进口楠木为自己装修住房。在“三反五反”运动中，此事被人揭发。材料上报后，有人建议严惩戴镜元。按当时的惩办条件，该案可以移送人民法院追究刑事责任。朱德调阅案卷后，亲自找戴镜元谈话核实情况。鉴于戴镜元的贪污数额处于违纪和判刑之间，且戴镜元属初犯，认错态度很诚恳，按照中国共产党“惩前毖后、治病救人”的方针，朱德与中共中央纪律检查委员会的人员研究后决定，对戴镜元作出留党察看的纪律处分，以及免去职务的组织处理，收回其住房改为公用，同时取消其1955年中国人民解放军授衔参评资格，下放到北京市崇文区一家工厂劳动改造。后来，戴镜元出任中共北京市东城区委书记处书记、区长等职。
文革后期，中共中央军委恢复了戴镜元的职务和工作。戴镜元任中国人民解放军总参谋部第三部部长、中国共产党中国人民解放军总参谋部第三部委员会书记。他还先后当选为中共十一大、中共十二大代表。离休后，为副大军区职离休干部。
2008年4月3日，戴镜元在北京病逝，享年89岁。

## 著作
- 《长征回忆》
- 《从洛川会谈到延安会谈》
- 《深切怀念敬爱的良师挚友克农同志》[1]